# Blagoje Vidinić
Blagoje Vidinić, född 11 juni 1934 i Skopje, död 29 december 2006 i Strasbourg, var en jugoslavisk fotbollsspelare och -tränare.
Han blev olympisk guldmedaljör i fotboll vid sommarspelen 1960 i Rom.